# Драґаш
Драґаш або Шарр (алб. Dragashi або Sharri, слов. Драгаш/Dragaš, Шар/Šar), місто та муніципалітет, розташований у Призренському окрузі Косово. За даними перепису населення 2011 року в містечку Драґаш проживає 1 098 жителів, тоді як у муніципалітеті 34 347 жителів. Албанська назва Шаррі утворена від назви гір Шар (албанською Шарр), тоді як сербська назва Драґаш походить від середньовічного лорда Сербії Костянтина Драгаша.

## Географія
Територія муніципалітету Драґаш лежить від 41 52 '30 «до 42 09' 03» північної широти і від 20 35 '39 «до 20 48' 26» східної довготи. Вся територія оточена горами Шар, потім горою Корітник, горою Гяліц та Цюлен у напрямку на Призрен. Лише одна частина території в Призренському напрямку є горбистою з відносно невисокими схилами, через яку ця територія пов'язана з Призренським басейном і через нього зі іншим світом.

## Історія

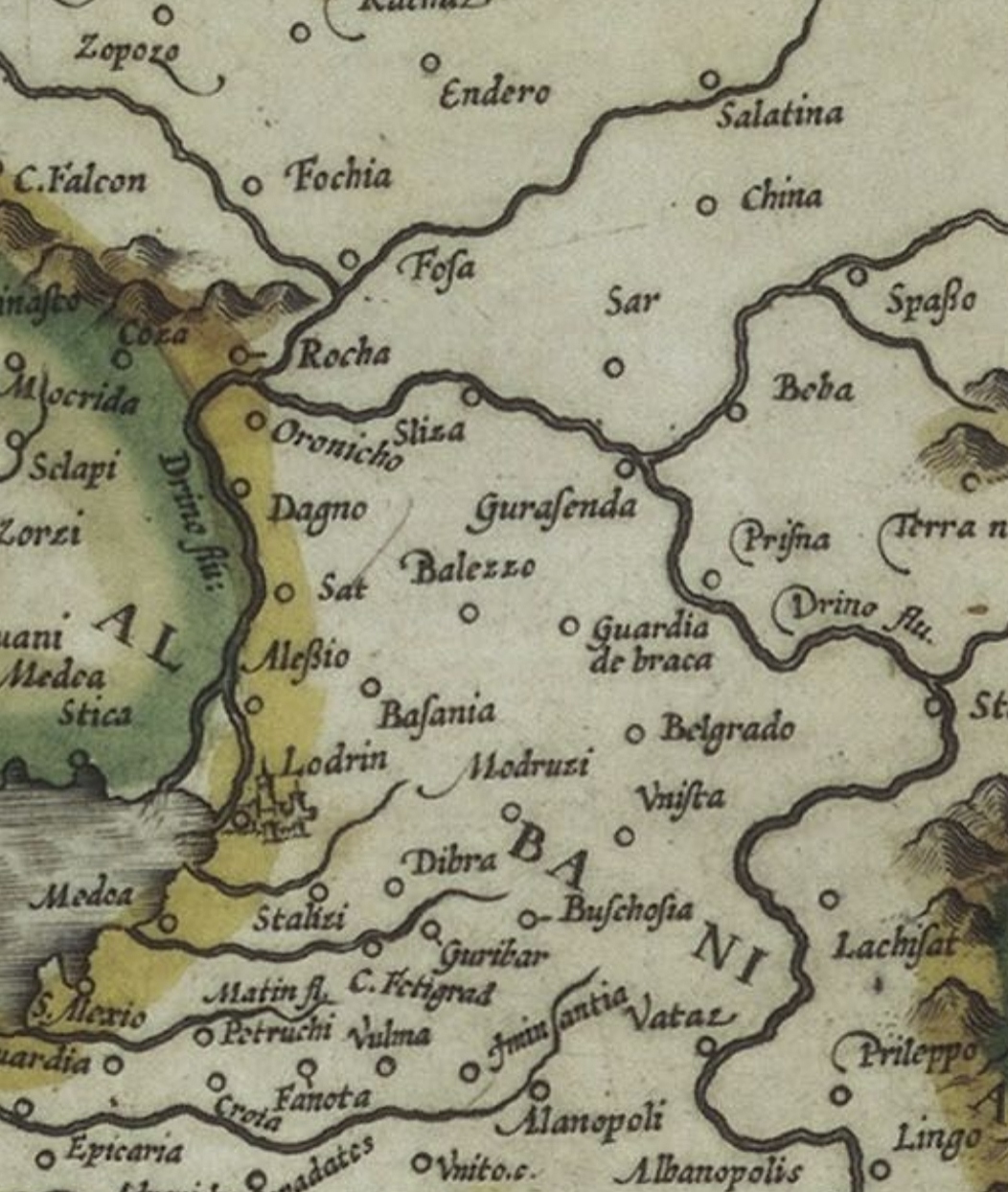
Карта Албанії 1630 року

Драґаш був названий на честь сербського середньовічного дворянського роду.
З 1877 по 1913 рік Драґаш (тур. Dragaş) був частиною косовського Вілаєта Османської імперії.
З 1929 по 1941 рік Драґаш входив до складу Вардарської Бановини Королівства Югославія.
З 1941 по 1999 р. Драґаш входив до автономної провінції Косово в складі республіки Сербія у складі СФРЮ.
Муніципалітет Гора та область Опоя (що була у складі громади Призрен) залишалися відокремленими в період правління Милошевича. Під час війни в Косові (1999) албанські біженці з Опої втікали до сусідньої Албанії на машинах, вантажівках та тракторах, а також пішки. Після конфлікту вони повернулися додому. Після війни муніципалітет Гора з горанською більшістю був об'єднаний з населеним албанцями регіоном Опоя Місією ООН (UNMIK). Нова адміністративна одиниця має албанську більшість.
Містечко Драґаш є регіональним та муніципальним центром для регіонів Гора та Опоя, об'єднаних у муніципалітет Драґаш. Після 1999 року Драґаш має змішане населення. Горанці проживають в нижньому районі, а албанці — у верхньому районі та становлять міську більшість.
Незважаючи на мультиетнічність містечка Драґаш, горанці Косова продовжують жити в селах Гори, головним чином населених їх громадою, їх відносини з албанцями залишаються напруженими. Албанці переважно живуть в регіоні Опоя. Змішані шлюб між двома громадами не відбуваються за винятком кількох горанських родин, які переселилися в Призрен.

## Муніципалітет
Окрім містечка Драґаш, муніципалітет має такі населені пункти:
- Бачка
- Беллобрад, Белоброд
- Бляч
- Брезна
- Брод
- Бродосане, Бродосавце
- Брут
- Буча
- Бузез, Бузец
- Діканца, Діканце
- Ґлобочіца
- Капра
- Керстек, Доні (Нижній) Кртац
- Косава, Косовце
- Крушева, Крушево
- Кук, Куковце
- Кук'ян, Кукуляне
- Куклібеґ
- Лештан, Лештане
- Любовішта, Любовіште
- Мліка, Мліке
- Орчуша
- Плява, Плава
- Плайнік
- Радеша
- Рапча, Ґорня (Верхня) Рапча
- Рапча, Доня (Нижня) Рапча
- Рестеліца
- Ренц, Ренче
- Шайна, Шаїновац
- Вранішта, Враніште
- Дзердзе, Зрзе
- Заплужа, Заплуж'є
- Згатар
- Зліпоток, Злі Поток
- Зюм, З'юм Опольскі

## Демографія
Відповідно до останнього офіційного перепису, проведеного у 2011 році, у муніципалітеті Драґаш проживає 34 827 жителів. Згідно з підрахунками населення Косовським агентством статистики у 2016 році муніципалітет мав 34 349 жителів. Населення громади переважно проживає в сільській місцевості (97 %).

### Етнічні групи
Муніципалітет розділений на регіони Опоя та Гора. Більшість горанців живуть у Горі, тоді як більшість албанців проживає в Опої і є більшістю населення всього муніципалітету.
Через геополітичні обставини деякі місцеві горанці у різні періоди історії ідентифікували себе як албанців, македонців, боснійців, болгар-мусульман, сербів, турків та мусульман (національність).
Етнічний склад муніципалітету:
- 1971 — 13 867 (51,6 %) албанців; 11076 (41,3 %) горанців — всього 26850
- 1981 — 18 623 (53 %) албанців; 15 942 (45,5 %) горанців — загалом 35 054
- 1991 — 22 785 (57,8 %) албанців; 16 129 (40,9 %) горанців — всього 39 445

Оцінки ОБСЄ говорять про наступне:
- Січень 1999 — 27 633 (61,3 %) албанців; 17 470 (38,7 %) горанців — всього 45,103
- Березень 2000 — 24 856 (78 %) албанців; 9 706 (28,1 %) горанців — всього 34 562
- Січень 2006 — 22 800 (55,9 %) албанців; 17 975 (44,1 %) горанців — всього 40 775

За даними перепису населення у 2011 році значна кількість людей в муніципалітеті (4 100) ідентифікували себе як босняки, що є наслідком постюгославської кризи ідентичності у слов'ян-мусульман регіону.

## Економіка
Основними роботодавцями в цьому районі є муніципалітет, поліція UNMIK, приватні компанії та колишні державні підприємства.
Усі основні місцеві компанії раніше перебували під управлінням держави, і, як і в інших районах Косово, зараз за них несе відповідальність КТА. Оригінальна стратегія UNMIK щодо цих державних підприємств полягала у проведенні процесу «комерціалізації». Цей процес вважався найкращим способом відродження підприємств, хоча жоден іноземний інвестор не вирішив інвестувати.

## Інфраструктура
Муніципалітет знаходиться в горах, тому має деякі проблеми з інфраструктурою (наприклад, є проблеми з доступом до деяких сіл узимку). До війни інфраструктура була в гіршому стані через нехтування регіоном державою. Дороги, зокрема, (Жур-Драґаш; Драґаш-Брод; Драґаш-Рестеліца) потребують термінового поліпшення для соціально-економічного розвитку району. Автобусні сполучення між містом Драґаш та областю Опоя продовжують поліпшуватися, а перевезення до Гори організовуються двома автобусами, подарованими муніципалітету ОБСЄ. Існують безкоштовні шкільні автобуси, що возять до області Гора.
Мобільне покриття також покращується. Водопостачання є у всіх селах.

## Символи
Герб Драґаша зображує собаку породи Шарпланінац.
Інший символ Драґаша — Шарський сир.